# Indy 200 at Walt Disney World 1996
Indy 200 at Walt Disney World 1996 var ett race som var säsongspremiären för Indy Racing League 1996. Racet kördes den 27 januari på Walt Disney World Speedway utanför Orlando, Florida. Buzz Calkins blev den förste vinnaren i ett race sanktionerat av IRL, efter att ha hållit undan för den före detta sprint car-föraren Tony Stewart mot slutet.

## Slutresultat
| Plats | Förare             | Team                    | Grid | Kvaltid |
| ----- | ------------------ | ----------------------- | ---- | ------- |
| 1     | Buzz Calkins       | Bradley Motorsports     | 5    | 20,517  |
| 2     | Tony Stewart       | Team Menard             | 7    | 20,624  |
| 3     | Robbie Buhl        | Beck Motorsports        | 13   | 21,107  |
| 4     | Michele Alboreto   | Scandia/Simon Racing    | 14   | 21,121  |
| 5     | Roberto Guerrero   | Pagan Racing            | 2    | 20,210  |
| 6     | Mike Groff         | A.J. Foyt Enterprises   | 12   | 21,095  |
| 7     | Johnny O'Connell   | Cunningham Motorsports  | 15   | 21,462  |
| 8     | Lyn St. James      | Scandia/Simon Racing    | 11   | 21,039  |
| 9     | John Paul Jr.      | PDM Racing              | 16   | 22,466  |
| 10    | Eddie Cheever      | Team Menard             | 20   | 20,703  |
| 11    | Scott Sharp        | A.J. Foyt Enterprises   | 4    | 20,430  |
| 12    | Davey Hamilton     | A.J. Foyt Enterprises   | 6    | 20,537  |
| 13    | Stan Wattles       | Leigh Miller Racing     | 8    | 20,752  |
| 14    | Arie Luyendyk      | Byrd/Treadway Racing    | 3    | 20,305  |
| 15    | Scott Brayton      | Team Menard             | 10   | 20,787  |
| 16    | Stéphan Grégoire   | Hemelgarn Racing        | 9    | 20,780  |
| 17    | Buddy Lazier       | Hemelgarn Racing        | 1    | 19,847  |
| 18    | Johnny Parsons Jr. | Blueprint Racing        | 17   | 23,451  |
| 19    | Richie Hearn       | Della Penna Motorsports | 19   | 19,900  |
| 20    | Dave Kudrave       | Tempero/Giuffre Racing  | 18   | 24,598  |

Följande förare kvalificerade sig inte:
- Butch Brickell
- Jim Buick
- Rick DeLorto
- Bill Tempero
- Eliseo Salazar